# Karl August Czeija
Karl August Czeija  (* 20. Februar 1843 in  Wien; † 14. Februar 1909 ebenda) war ein 
Pionier des österreichischen Telegraphen- und Fernsprechwesens. 
Im Jahre 1880 eröffnete Czeija in Wien eine Werkstatt für Mechanik und Telegraphenbau, die 1884 mit der Beteiligung von Franz Nissl in die "Telephon- und Telegraphenfabrik Czeija, Nissl & Co." umgewandelt wurde. Firmenstandort war die Zieglergasse 27 im 7. Wiener Gemeindebezirk. 1907 zog das Unternehmen in die Dresdner Straße 75 im 20. Bezirk (siehe Bezirksmuseum Brigittenau). Diese Firma hatte wesentlichen Anteil am Aufbau des Telefonnetzes der österreichisch-ungarischen Monarchie und betrieb mit Radio Hekaphon im Jahr 1923 den ersten Rundfunksender Österreichs.
Karl August Czeija war zudem der Vater von Oskar Czeija, der 1923 die RAVAG, den Vorläufer des ORF, gründete.